# Cancún
Cancún (spanisch [kaŋˈkun], englisch [kænˈkuːn/kaːn-], oft auch nur Cancun) ist eine Stadt an der Nordostküste der Halbinsel Yucatán und liegt im Municipio Benito Juárez im Nordosten des Bundesstaats Quintana Roo im südöstlichsten Teil Mexikos.
Cancún ist das Zentrum des Urlaubsgebiets Riviera Maya und hat etwa 745.000 Einwohner (Stand: Zensus 2015). Die Stadt ist besonders als Touristenziel wegen seines 23 Kilometer langen Strandes weltbekannt und empfing 2016 über 6 Millionen Besucher. Der Name can cún bedeutet in der Sprache der Maya „Schlangennest“ oder „Schlangentopf“ (der Name wird aber auch oft von „Ort der goldenen Schlange“ hergeleitet).
Im Jahre 2016 wurde die Stadt von 6,8 Millionen ausländischen Touristen besucht. Die Stadt belegte damit Platz 27 unter den meistbesuchten Städten der Welt.

## Wappen
Das Wappen von Cancún soll an die Wurzeln der Stadt erinnern, die in der Maya-Kultur liegen. Die Form ist dem Ring nachempfunden, der im Pelota-Spiel der Maya als Tor diente. Die Farben Blau, Beige und Rot symbolisieren das Meer, den Sand und die Sonne, welches die drei „Elemente“ sind, die dem internationalen Tourismus dieser Stadt zur Bedeutung verhalfen.

## Bevölkerung
Bevölkerungsentwicklung der Stadt
| Jahr | Einwohnerzahl |
| ---- | ------------- |
| 1990 | 167.730       |
| 1995 | 297.183       |
| 2000 | 397.191       |
| 2005 | 526.701       |
| 2010 | 628.306       |
| 2014 | 722.800       |
| 2020 | 888.797       |

Bevölkerungsentwicklung der Metropolregion
| Jahr | Einwohnerzahl |
| ---- | ------------- |
| 1970 | 0             |
| 1980 | 34.000        |
| 1990 | 192.000       |
| 2000 | 438.000       |
| 2010 | 679.000       |
| 2017 | 857.000       |

## Jüngere Geschichte
Cancún war bis in die frühen 1950er Jahre eine von der Zivilisation weitgehend unberührte Insel der Karibikküste mit einigen wenigen Fischerdörfern und präkolumbischen Ruinen der Maya. Die mexikanische Regierung entschloss sich 1969 gemeinsam mit internationalen Privatinvestoren, systematisch einen Urlaubsort als Gegenpol zum erfolgreichen Acapulco zu errichten, um den Tourismus auch im Südosten des Landes anzukurbeln.
Der Planungsentwurf für Cancún stammte von dem Architekten Agustín Landa Verdugo. Bei der vorgefundenen geografischen Lage drängte sich eine Entwicklung analog der von Miami Beach in Florida geradezu auf. Ein Damm wurde errichtet, um die schmale Nehrung Cancún mit dem Festland zu verbinden. Ebenso bekam die Stadt einen internationalen Flughafen (IATA-Code: CUN), der sich im Südwesten der Stadt befindet. Cancún begann ab den frühen 1970er Jahren stark zu wachsen. Am Festland wurden in streng geometrischen Straßenzellen die vielen Menschen untergebracht, die im Tourismus und den nachgeschalteten Dienstleistungsbetrieben ihren Lebensunterhalt fanden, während auf der Nehrung immer neue Hotels entstanden. Anders als in anderen mexikanischen Städten findet man deshalb in Cancún weder einen zentralen Platz noch eine alte Kathedrale oder sonstige historische Bauwerke.
In der rund 20 Kilometer langen Hotelzone Zona Hotelera am vorgelagerten feinsandigen Strand befinden sich Hotels aller Kategorien und Größen. Ergänzt wird die Hotelzone um Einkaufs-, Freizeit- und Unterhaltungsmöglichkeiten, wie beispielsweise das an Venedig erinnernde „La Isla“. Die Besucher stammen vorwiegend aus den USA und Kanada, Gäste aus Europa stellen eine stabile kleinere Gruppe. Insbesondere zum Spring Break kommen viele jugendliche Amerikaner, womit Cancún ein Pendant zu den im Mittelmeer gelegenen Partyzentren Mallorca oder Ibiza bildet.
Im Jahre 2003 wurde in Cancún die 5. Ministerkonferenz der Welthandelsorganisation (WTO) abgehalten, 2004 war Cancún Gastgeber der 73. Generalversammlung der IKPO-Interpol. Der Hurrikan Wilma richtete 2005 in Cancún  Schäden in einem dort noch nie gesehenen Ausmaß an. Vom 29. November bis zum 10. Dezember 2010 fand in Cancún die 16. Weltklimakonferenz der Vereinten Nationen, COP 16, statt.

## Cancún heute

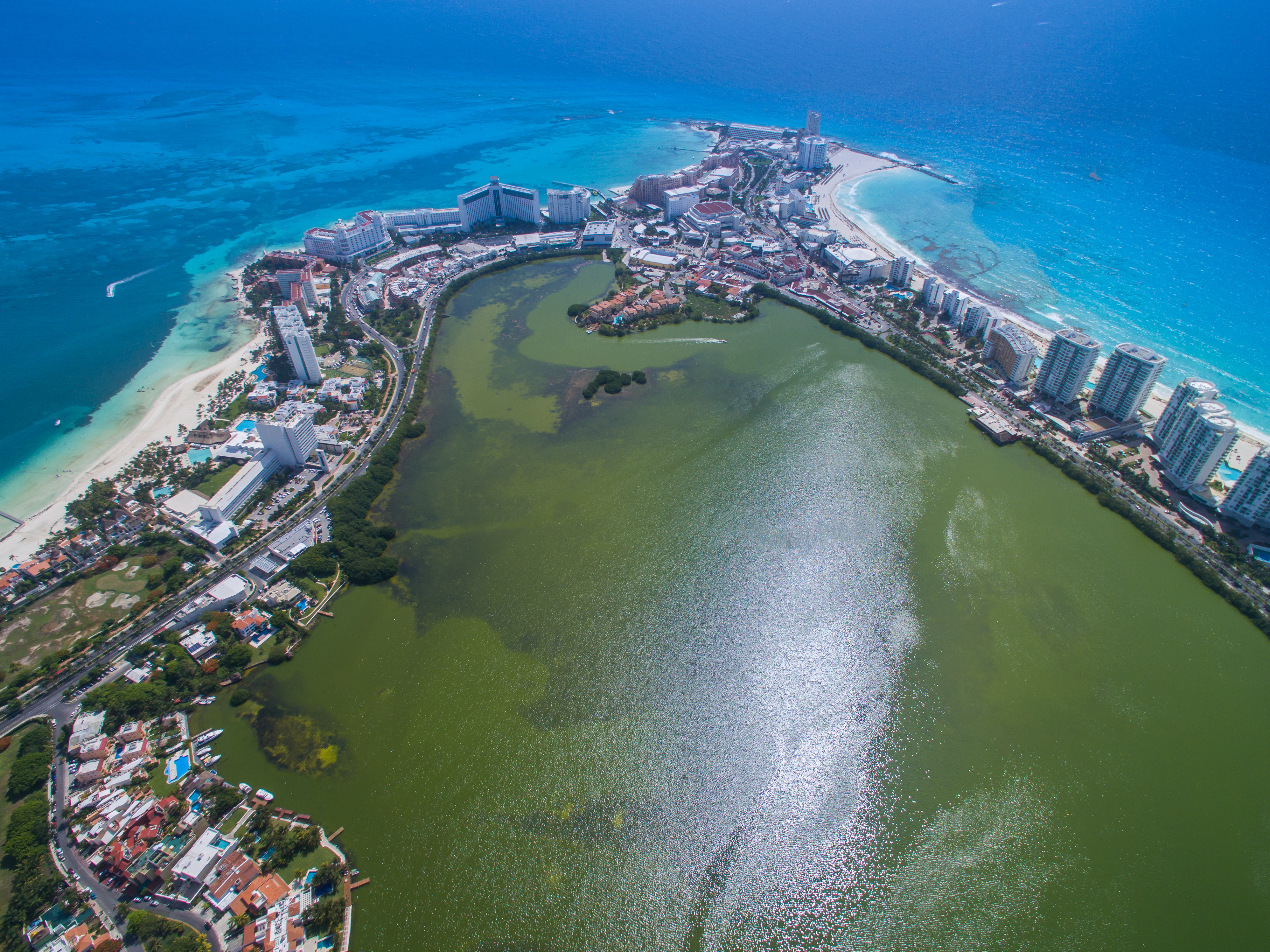
Lagune in Cancún

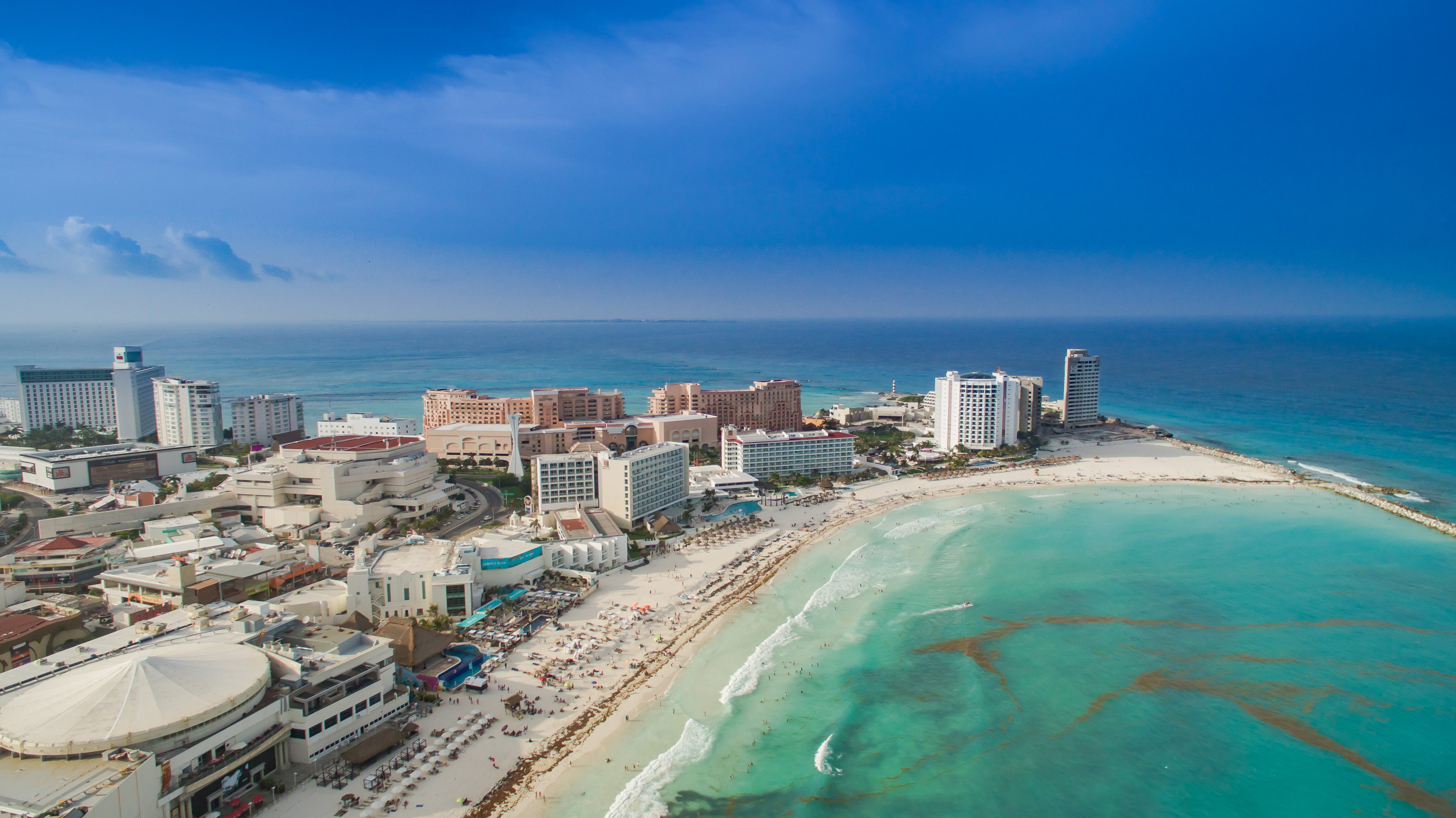
Hotels in Cancún

Heute ist Cancún eine Großstadt, die sich über die begrenzte Insel hinaus auf das nahegelegene Festland ausgebreitet hat, wo inzwischen die Masse der Einwohner lebt. Die Nehrungsinsel umschließt im Norden und Osten die etwa 3000 ha große Lagune Nichupté. Auf ihr befindet sich das touristische Zentrum der Stadt, die Hotelzone. Die meisten Bewohner Cancúns sind Zuwanderer aus fast allen Teilen des Landes, angezogen durch die relativ guten Verdienstmöglichkeiten. Eine nennenswerte Wirtschaftsbasis außer dem Tourismus und Tagungsbetrieb findet man in Cancún nicht.

## Verkehr

### Straßenverkehr
Cancún ist über die Schnellstraße Carretara 180 mit Mérida, Valladolid und dem rund 200 Kilometer entfernten UNESCO-Weltkulturerbe Chichén Itzá (alle im Westen) verbunden. In Richtung Süden setzt sich die Hauptstraße Avenida Tulúm mit der Carretara 307 fort, die über Playa del Carmen und Tulúm weiter in die Hauptstadt Chetumal führt.

### Fernbusverkehr
Vom Busbahnhof Terminal de autobuses verkehren Fernbusse der Unternehmen ADO, ADO GL, Mayabus und Omnibus de México in fast alle größeren Städte des Landes.

### Fährverkehr
Es gibt zwischen Cancún und der Isla Mujeres regelmäßige Fährverbindungen vom Gran Puerto nahe dem Stadtzentrum und drei weiteren Fähranlegestellen entlang der Hotelzone.

### Schienenverkehr
Der Tren Maya soll ab 2024 Cancún mit Palenque im Westen und Chetumal im Süden verbinden. Ein Teilstück nach Campeche wurde im Dezember 2023 eröffnet.

### Flugverkehr
Cancún besitzt mit dem Flughafen Cancún, 17 km südlich des Stadtzentrums gelegen, auch einen internationalen Flughafen. Er steht bei den Passagierzahlen an zweiter Stelle in Mexiko. Von Januar bis Juli 2017 verzeichnete der Flughafen Cancún 7,15 Millionen Passagierankünfte. Aufgrund der COVID-19-Pandemie verzeichnete der Flughafen Cancún in den Jahren 2020 und 2021 einen Einbruch bei den Passagierzahlen. Waren es 2019 noch 16,5 Millionen internationale Passagiere, so sank die Zahl 2020 auf 6,8 Millionen. 2021 gab es eine Steigerung auf 13,2 Millionen, was aber immer noch um 20 % unter dem Vorpandemieniveau lag.

## Bildung

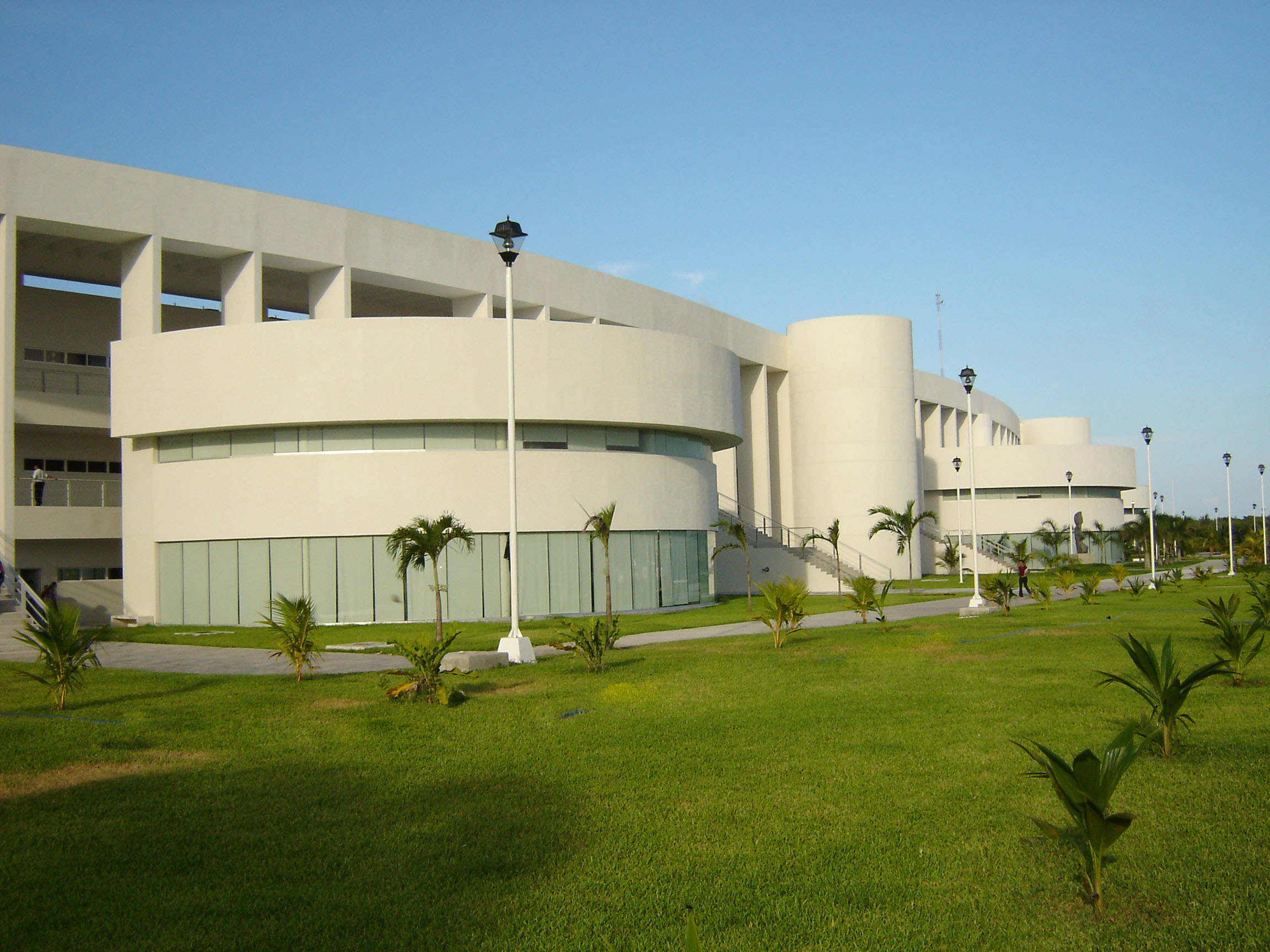
Verwaltungsgebäude der Universidad del Caribe

In Cancún gibt es vier staatliche Universitäten:
- Universidad del Caribe (Unicaribe)
- Universidad Tecnológica de Cancún (Utcancún)
- Instituto Tecnológico de Cancún
- Universidad Politécnica de Quintana Roo (UPQROO)

sowie eine Vielzahl privater Hochschulen.

## Sport
Entlang der Hotelzone auf der Nehrung von Cancún findet jedes Jahr im Dezember ein internationaler Marathon und Halbmarathon statt, im Jahr 2017 bereits zum 33. Mal. Seit 2007 ist der Fußballclub CF Atlante in Cancún beheimatet. Cancún war einer der Austragungsorte des CONCACAF Women’s Gold Cup 2010.

## Drogenkrieg
Die Stadt ist ein strategischer Umschlagplatz der Drogenkartelle. Anfang 2017 griff der in weiten Teilen Mexikos tobende Drogenkrieg auch auf Cancún über. Die Morde nahmen im Vergleich zum Vorjahr in den ersten Monaten des Jahres um 169 % zu. Die meisten Gewalttaten geschehen jedoch fernab der Touristenmeile. Die USA und Kanada erließen Reisewarnungen. Im August 2017 wurde die Chefin eines Drogenkartells, das Drogenhandel und Schutzgelderpressung in Cancún und Playa del Carmen betrieb, eine ehemalige Polizeibeamtin, von der mexikanischen Polizei verhaftet. In einer Studie der mexikanischen Nichtregierungsorganisation Seguridad, Justicia y Paz (z. Dt. „Sicherheit, Gerechtigkeit und Frieden“) landete Cancún 2018 mit 547 Mordfällen auf Platz 13 der gefährlichsten Städte der Welt. In einer aktuelleren Studie für das Jahr 2021 landete Cancún allerdings nicht mehr unter den 25 gefährlichsten Städten.

## Klimatabelle
|                       | Jan   | Feb  | Mär  | Apr  | Mai  | Jun   | Jul  | Aug   | Sep   | Okt   | Nov   | Dez  |   |         |
| Mittl. Tagesmax. (°C) | 27,9  | 28,7 | 29,9 | 31,5 | 32,7 | 33,0  | 33,4 | 33,6  | 32,7  | 31,0  | 29,6  | 28,2 | ⌀ | 31      |
| Mittl. Tagesmin. (°C) | 20,6  | 20,7 | 21,5 | 23,4 | 24,4 | 25,2  | 25,2 | 24,8  | 24,7  | 23,8  | 22,7  | 21,2 | ⌀ | 23,2    |
|                       |       |      |      |      |      |       |      |       |       |       |       |      |   |         |
| Niederschlag (mm)     | 136,4 | 45,7 | 52,7 | 37,9 | 88,0 | 137,5 | 57,0 | 109,5 | 224,6 | 221,1 | 131,6 | 95,7 | Σ | 1.337,7 |
|                       |       |      |      |      |      |       |      |       |       |       |       |      |   |         |
| Regentage (d)         | 10,5  | 5,4  | 5,4  | 4,1  | 6,6  | 11,1  | 8,8  | 10,0  | 14,0  | 16,3  | 12,4  | 10,6 | Σ | 115,2   |

| 20,6 |

| 20,7 |

| 21,5 |

| 23,4 |

| 24,4 |

| 25,2 |

| 25,2 |

| 24,8 |

| 24,7 |

| 23,8 |

| 22,7 |

| 21,2 |

| 20,6 |

| 20,7 |

| 21,5 |

| 23,4 |

| 24,4 |

| 25,2 |

| 25,2 |

| 24,8 |

| 24,7 |

| 23,8 |

| 22,7 |

| 21,2 |

## Söhne und Töchter der Stadt
- Miguel Sabah (* 1979), Fußballspieler
- Ana Claudia Talancón (* 1980), Schauspielerin
- Rodolfo Lopez (* 1983), Boxer
- Alejandro Vela (* 1984), Fußballspieler
- Carlos Vela (* 1989), Fußballspieler
- Miguel Berchelt (* 1991), Boxer
- Ximena Lamadrid (* 1996), Schauspielerin

## Städtepartnerschaften
Cancún unterhält Partnerschaften mit 16 Städten:
| Stadt                 | Land                | seit |
| --------------------- | ------------------- | ---- |
| Antigua               | Guatemala           | 2002 |
| Compton               | Vereinigte Staaten  |      |
| Granadilla            | Spanien             | 1998 |
| Hangzhou              | Volksrepublik China | 2008 |
| Mar del Plata         | Argentinien         | 1987 |
| Mission               | Vereinigte Staaten  | 2009 |
| Oaxaca de Juárez      | Mexiko              | 1993 |
| Pharr                 | Vereinigte Staaten  | 2008 |
| Puebla de los Ángeles | Mexiko              | 2002 |
| Punta del Este        | Uruguay             | 2014 |
| Querétaro             | Mexiko              | 2019 |
| Sanya                 | Volksrepublik China | 2002 |
| Taxco de Alarcón      | Mexiko              | 2009 |
| Tijuana               | Mexiko              | 2003 |
| Tlaquepaque           | Mexiko              | 2010 |
| Timișoara             | Rumänien            | 2004 |
| Tuxtla Gutiérrez      | Mexiko              | 2010 |
| Valle de Bravo        | Mexiko              | 2010 |
| Varadero              | Kuba                |      |
| Wichita               | Vereinigte Staaten  | 1975 |